# Kanton Petit-Canal
Kanton Petit-Canal (francouzsky Canton de Petit-Canal) je francouzský kanton v departementu Guadeloupe v regionu Guadeloupe. Tvoří ho obce Petit-Canal, Anse-Bertrand a Port-Louis.